# Goleta Austral
La goleta Austral fue un buque explorador polar de propulsión mixta (vapor y vela) que sirvió como transporte en la Armada Argentina, cumpliendo un breve servicio en apoyo de las campañas antárticas de la Argentina.

## Historia
La goleta (bergantín goleta en algunas fuentes) Le Francais fue botada en el astillero Gautier, de Saint-Malo, Francia, el 27 de junio de 1903. Construido como ballenero, su casco de roble con doble forro estaba especialmente preparado para la navegación polar. Tenía aparejo de goleta de tres palos, una eslora de 40.00, manga de 4.00, puntal de 4.80, un calado medio de 2 m y un desplazamiento de 900 t. Estaba equipada con un motor auxiliar a vapor de doble expansión de 250 HP que impulsaba una única hélice. Su carbonera tenía una capacidad de 45 t y su dotación original era de 25 tripulantes.
Al regresar al puerto de la ciudad de Buenos Aires de la primera expedición francesa a la Antártida al mando del explorador francés Jean-Baptiste Charcot, el 22 de noviembre de 1905 fue adquirida en la suma de $ 50.000 por el gobierno de la República Argentina, urgido por tener un buque apropiado para misiones antárticas que reemplazara a la corbeta Uruguay.
Exigido por los tiempos (para sumarse a la campaña antártica debía estar operativo antes de empezar el verano austral) no se efectuaron mayores pruebas confiando en el feliz resultado de la expedición Charcot y la goleta Le Francais se incorporó de inmediato al servicio al mando del teniente de navío Lorenzo Saborido. Completaban su plana mayor el teniente de fragata J.Jalour, el alférez de navío Jorge Campos Urquiza (oficial de derrota), los alférez de fragata José Gregores (maniobra) y Arturo López (observaciones electromagnéticas), y los guardiamarinas Daniel Capanegra (señales), Julio Turnetti (ayudante de derrota) y Raúl B. Moreno (ayudante de maniobra).
Considerando demasiado avanzada la temporada estival para una campaña antártica, Saborido solicitó zarpar en sólo dos semanas, el 8 de diciembre, pero debió esperar el arribo de instrumentos meteorológicos adquiridos a esos efectos en Europa. 

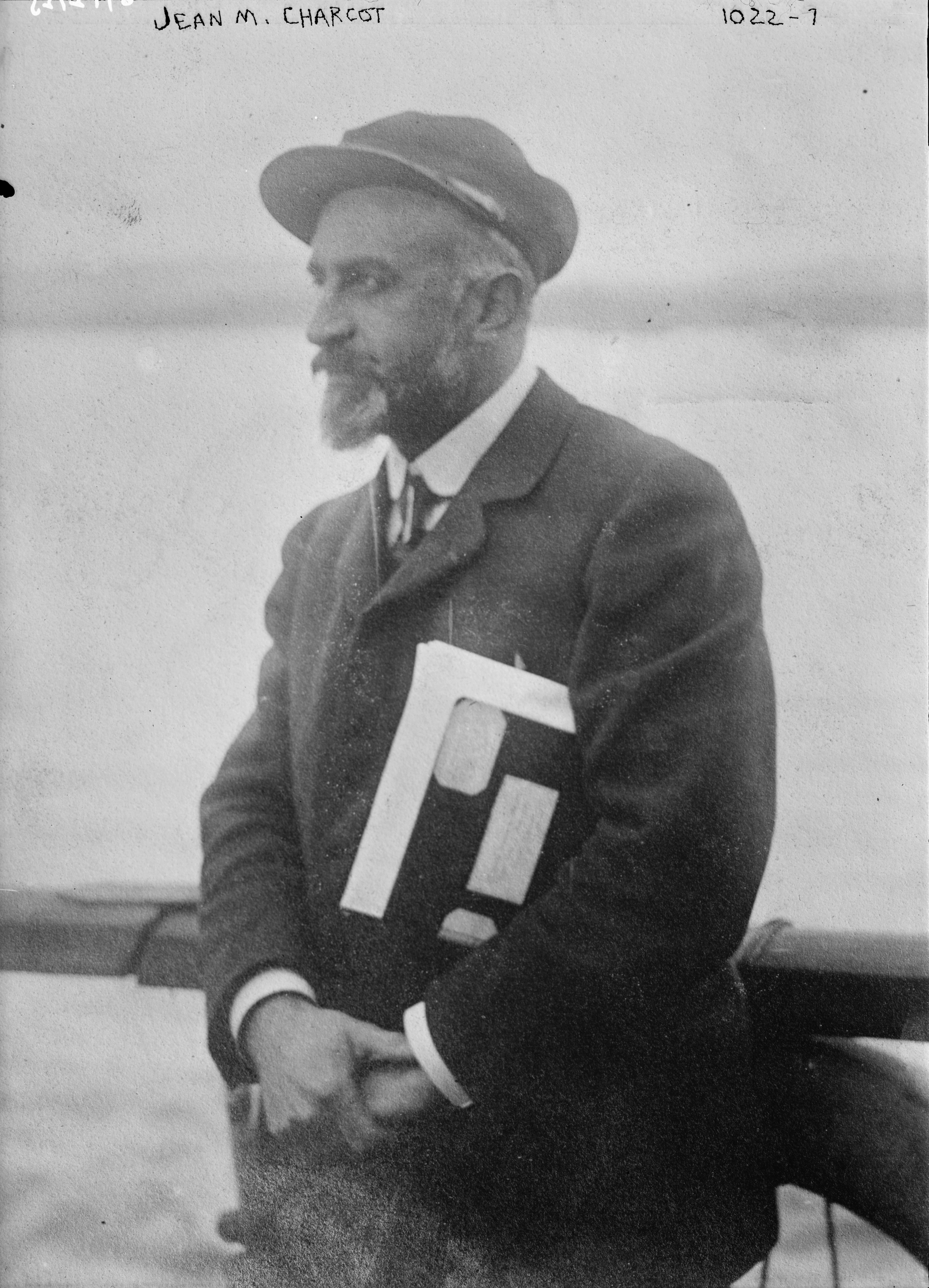
Jean-Baptiste Charcot

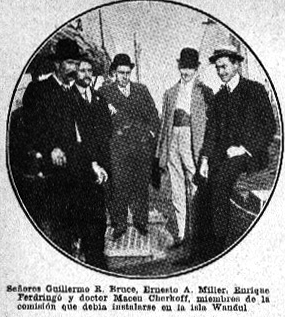
Comisión científica, campaña antártica argentina (1905)

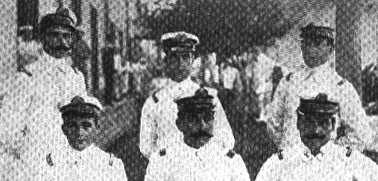
Plana mayor de la goleta Austral (1906)

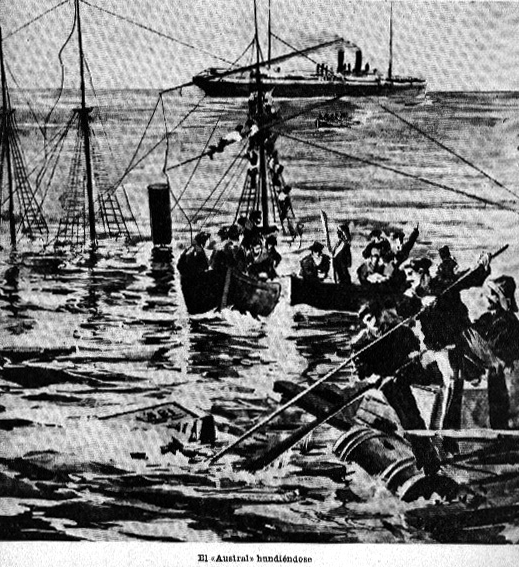
Ilustración del naufragio de la goleta Austral

El 17 de diciembre la goleta recibió el nombre Austral (o El Austral), aunque siguió siendo conocida durante el primer año por su nombre original.
Tras ser rápidamente alistada, el 30 de diciembre zarpó rumbo a Ushuaia, donde arribó el 20 de enero de 1906. Pasó entonces a las Islas Orcadas del Sur con personal de relevo destinado al Observatorio Meteorológico de las Islas Orcadas y provisiones para el año y la misión subsidiaria de instalar un observatorio al sur de esa posición, en la isla Booth, también llamada isla Wandel, ubicada en el noreste del archipiélago Wilhelm, al oeste de la costa de la península Antártica.
El 2 de febrero de 1906 fondeó en la bahía Uruguay. El comandante Saborido tuvo grandes dificultades para maniobrar entre los témpanos por la débil propulsión del buque, insuficiente para vencer los fuertes vientos de la región que hacían derivar al buque y no permitiendo superar más que en condiciones extraordinarias los cuatro nudos. 
En su parte manifestaba que "no han faltado los momentos de ansiedad, por la debilidad del aparato motor, cuya medida creo expresar con claridad diciendo a V.E. que en una ocasión no se pudo tomar puerto en los canales fueguinos porque el barco no ganaba camino y tuvimos que entrar a otro que se hallaba a sotavento del primero, aun cuando las condiciones de viento y mar no eran anormales".
Ante los inconvenientes, Saborido desistió de instalar el nuevo observatorio y finalizada su misión en el observatorio zarpó el 22 de febrero de 1906. Confirmando sus temores, el buque fue arrastrado por los vientos y corrientes hasta una distancia de 60 millas de las Islas Malvinas y debió regresar a la isla de los Estados y Ushuaia para reparar máquina y caldera. 
El 17 de abril dejó finalmente Ushuaia llegando con dificultad a Buenos Aires el 4 de mayo de 1906.
Allí presentó su informe y recomendó un urgente cambio de calderas y máquinas por otras más modernas y potentes, pasando entonces al Taller Naval de Dársena Norte para las modificaciones solicitadas que se dieron por terminadas antes del verano austral, a tiempo para que el buque iniciara la nueva campaña antártica.
El nuevo programa era ambicioso. El primer objetivo era construir el nuevo observatorio en la isla Booth, en lo posible en la misma ubicación en que había invernado la expedición de Charcot. Hecho, debía instalar cuatro estaciones de refugio en la península Trinidad (tierra de Luis Felipe) y en la costa de Danco, y por último conducir el personal de relevo y las provisiones a la estación de isla Laurie.
El 7 de diciembre de 1906 el gobierno argentino nombró a Guillermo Bee al frente de la nueva estación en la isla Booth, bajo la dependencia de la Gobernación de Tierra del Fuego.
El 19 de diciembre de 1906 soltó amarras en el puerto de Buenos Aires, ahora al mando del teniente de navío Arturo Celery.
Acompaban a Celery cinco oficiales y una tripulación de veintidós hombres. Iba también a bordo la comisión científica integrada por William Robert Bruce, Ernesto Miller, Enrique Ferningó, B.Greenvivord y N.Cherkoff.
El clima era malo, y tras aguardar inútilmente alguna mejora, el 20 de diciembre de 1907 Celery decidió poner proa al sur. 
Antes de abandonar el estuario del Río de la Plata, el 21 de diciembre durante un fuerte temporal la Austral fue arrastrada por un fuerte viento pampero del sudoeste y varó en el Banco Ortiz. Tras abrirse varias tablas del casco el agua inundó el buque rápidamente por carecer de compartimentos estancos, y a las 9:25 naufragó pese a los esfuerzos de su tripulación y el trabajo de las bombas de achique.
Los botes eran insuficientes para evacuar tripulación y pasajeros en esas condiciones. Una balsa improvisada por el cocinero y el carpintero se hundió, por lo que Celery dispuso que la tripulación al mando del teniente de la Vega abordara los pocos botes mientras él con sus restantes oficiales y la comisión científica, que optó por acompañarlo, se refugiaban en las jarcias en espera de un eventual rescate.
Al amainar algo el viento, uno de los botes encontró en el canal de acceso al puerto al trasatlántico francés Amazone, que rescató a los náufragos y los trasladó a Montevideo, donde fueron transbordados al Eolo y conducidos a Buenos Aires. 
El aviso Gaviota acudió rápidamente al sitio del naufragio pero los intentos de salvar el buque y su carga fueron inútiles.
El sumario, cerrado en 1908, absolvió de culpa al comando del buque. La pérdida del Austral detuvo por muchos años la ampliación de los programas antárticos de la Armada Argentina, que se limitaron al mantenimiento del observatorio en las Orcadas.
Nuevamente, la Uruguay retomó sus tareas de apoyo a la actividad en la Antártida Argentina que mantuvo hasta 1922, cuando fue reemplazada por los transportes navales Guardia Nacional, 1º de Mayo, Pampa y Chaco que continuaron los rutinarios viajes de relevo y reaprovisionamiento del observatorio de la isla Laurie hasta 1947.